# 三遊亭圓吉
三遊亭 圓吉（さんゆうてい えんきち）は、落語家の名跡。
- 三遊亭圓吉 - 本項にて記述。
- 三遊亭圓吉 - 後の三遊亭朝三。

三遊亭 圓吉（さんゆうてい えんきち、1887年1月2日 - 没年不詳）は、落語家。本名は坂崎角次郎。
1912年ころ、3代目三遊亭圓窓（後の5代目三遊亭圓生）門下で三遊亭窓朝、1916年 - 1917年ころ、立花家橘之助門下で立花家橘香。このころから睦会に所属。一時朝寝坊むらくの襲名の話もあったが立ち消えになり、再び三遊亭窓朝を経て、1923年に演芸会社の連名に窓朝の名が見え、同年4月に真打昇進し三遊亭圓吉となった。
没年、芸風など不詳。大正末に亡くなった。あだ名をキツネウマという。